# 近鉄800系電車
近鉄800系電車（きんてつ800けいでんしゃ）とは、近畿日本鉄道が1955年に奈良線用として導入した特急・通勤形電車の一系列である。近鉄初の量産型高性能車で、前面を非貫通流線型とした軽量車体が採用された。
本項ではその伊賀線用改造車である880系電車についても記述する。

## 概要
1950年代の日本の鉄道会社はカルダン駆動方式を採用した高性能電車や新型台車、軽量車体の研究に取り組み、近鉄では1954年にク1560形1564・1565を改造したモ1450形が近鉄初の高性能電車として大阪線に試作投入された。駆動方式はWN駆動方式で、台車はスイスのシュリーレン社と技術提携して開発された近畿車輛製のシュリーレン台車が採用された。また、近鉄の子会社で京都線の前身である奈良電気鉄道では同社初の高性能車としてデハボ1200形が1954年に投入された。
一方で同時期の奈良線系統は大阪近郊の宅地開発により通勤利用が増加傾向にあったほか、生駒山や奈良公園などへの観光利用もあった。さらに1956年の天理教教祖70年祭への輸送、また上本町駅 - 布施駅間の複々線化に合わせて上本町駅 - 奈良駅間で特別料金不要の特急の運行が開始される予定となり、奈良線の通勤通学輸送と行楽輸送に対応した車両が新造されることになった。これらの背景から近鉄初の量産高性能車として1955年に登場したのが800系である。
1955年3月より近鉄の子会社である近畿車輛で合計24両が製造された。改良増備車として1961年（昭和36年）に820系が増備されたが、同車はMc + Tcの2両固定、前面は貫通スタイルとなり、ドアも幅1450ミリの両開きとなった。

## 構造

### 車体
従来の奈良線車両は15 m級であったが、800系では混雑時の輸送力確保と日中時間帯・観光客の居住性向上のため18 m 級が採用された。
構体はシュリーレン社との提携で得られた、準張殻構造の軽量車体を採用する。これは元来スイス国鉄向け軽量客車(Leichtstahlwagen)用として開発されていた技術であり、シュリーレン式フレームレスサッシ1段下降窓を採用し、各部設計も軽量穴が台枠に加えて垂木にも設けられるなど、シュリーレン社の設計手法をほぼそのまま忠実に踏襲している。日本では国鉄10系客車でも軽量化技術が採用されているが、10系ではスイス国鉄のそれを参考としつつも航空機由来の技術を導入するなど構造面では独自色が強い。
なお、車体の材料には普通鋼が使用されており、当時流行していた高張力鋼を使用せずに軽量化を実現している。
前面は当時流行していた2枚窓の湘南形スタイルが採用されたが、EH10形のように前面窓上部を一段くぼませてアクセントとしている。また、前照灯は屋根中央に半流線型のケーシングを設けてあり、当初は白熱灯1灯が収められていた。非運転台側妻面は広幅で、ク710形のみ両妻面に両開き式の貫通扉が設置されている。
窓配置はモ800形がd1(1)D7D(1)1、サ700・ク710形が1(1)D8D(1)1（d：乗務員扉、D：客用扉、(1)：戸袋窓）で、側扉は1,100mm幅の片開き式である。側窓は前述の通りシュリーレン式フレームレス1段下降窓で、窓枠がなくバランサーによるフリーストップ機構を内蔵した窓構造である。
車体は断面の小さな旧生駒トンネルが存在したため、当時の奈良線の車両限界において許容される最大寸法である全長18,500mm、全幅2,450mmとして製造されており、在来車よりも長い車体でラッシュ時に威力を発揮した。後に、軌道中心間隔が拡幅された上本町―瓢箪山間に投入された900系や新生駒トンネル開通に合わせて登場した8000系が全長20,720mm全幅2,800mmとより大型であったため中型車に分類されるようになった。
通風装置は三菱電機が開発したファンデリアを屋根上に6基設置し、ほぼ車体全長にわたってダクトが設置された。ファンデリアは近鉄として当形式が初採用である。
座席は全車新造時から廃車までロングシート装備で一貫した。
車体塗色はそれまでのダークグリーンに対し、マルーン一色を戦後の新製車で初めて採用した。さらにアクセントとして、先頭部から側面にわたって窓下に40mm幅ステンレスの飾り帯が付けられていた。

### 主要機器
台車や主電動機といった主要機器は奈良電気鉄道デハボ1200形のそれを踏襲した。

#### 主電動機
主電動機には三菱電機のMB-3020-Bを採用した。奈良電気鉄道デハボ1200形用として1954年に設計したMB-3020-Aを小改良したもので、架線電圧600V時の起動加速度2.1km/h/s、平坦線釣り合い速度110km/hを実現する。
この電動機はさらに改良が施されたMB-3020-Cが大阪線向けの10000系に、MB-3020-Dが10100系および10400系、団体車20100系にそれぞれ採用され、通勤車でも大阪線1480系、名古屋線1600系、奈良線820系にも採用されたため、一時は近鉄の標準電動機として標準軌間各線で幅広く使用されている。
駆動装置は三菱電機製WNドライブで歯数比は79:18=4.39である。

#### 主制御器
主制御器は日立製作所製MMC-LTB20を採用する。これは力行26段、制動22段の多段電動カム軸式制御器で、電気制動は停止用とともに生駒越えのための抑速用を備え、マスコンノッチにも抑速段が設けられていた。
先行する大阪線向け試作車のモ1450形では近鉄-三菱電機の共同開発による1C8M制御によるMM'ユニット方式が採用されたが、本系列は運用線区である奈良線系統の各線が架線電圧600Vであり、1C8M方式の採用で得られるメリットが少なかったことなどから採用されず、従来通りの1C4M制御とされている。

#### 補助電源装置
電動発電機は三菱MB-50-Sをモ800形に搭載する。

#### 集電装置
三菱電機S-750-DCがモ800形に1基搭載された。

#### 空気圧縮機
D-3-FRがモ800形に設置された。

#### ブレーキ
空気ブレーキとしてはA動作弁を使用するA自動空気ブレーキを基本として、ブレーキ力を増幅する中継弁を付加し電制とも連動する、三菱製のA-RDブレーキを採用している。

#### 台車
台車は近畿車輛製で、それぞれモ800形がKD-12、サ700形がKD-12Aを装着する。
いずれも試作車のモ1450形で試験採用されたKD-7の延長線上に位置する、第1世代の金属ばね・短リンク式シュリーレン(Schlieren)台車である。

## 製造

### 基本編成
新造時にはMc-T-Mcの3両編成で、上本町寄りからモ800形（偶数）(Mc) + サ700形(T) + モ800形（奇数）(Mc)と組成した。

### 増結車
乗客増に応じて1958年（昭和33年）に簡易運転台付きのク710形(Tc)が挿入され、モ800形（偶数） + ク710形 + サ700形 + モ800形（奇数）の4両編成となった。ク710形は車庫内での入れ替え作業などを考慮して簡易運転台が編成中央となる奈良寄りに設置されており、この妻面に標識灯が設置された。台車はKD-20Aである。

## 改造

### 台車交換
モ801 - 804は1956年（昭和31年）に台車をKD-20に交換した。モ805 - 812は当初よりKD-20を装着しており、主制御器がMMC-LTB20A、集電装置がS-754-DCになった。

### ラインデリアの装着
705・715は三菱製ラインデリアの実験車となり、のちに正式に装着された。

### 昇圧改造
1969年（昭和44年）の1500V昇圧時には、モ800形の主制御器を日立製作所製のMMC-LHTB-20Cに交換され、主電動機は1時間定格出力が端子電圧の引き上げで125kWとなった。また、従来はモ800形各車に搭載されていた電動発電機・空気圧縮機はク710形に集約搭載されるように変更されている。

### 事故復旧
1975年（昭和50年）4月に京都線新祝園駅 - 山田川駅間（現在の木津川台駅付近）で発生した踏切事故で807F が転覆大破し、808の先頭部は並行する国鉄片町線（当時は電化前）線路に乗り上げる大惨事となった。
この結果、復旧不可能な808+704は1977年（昭和52年）に廃車となり、復旧した714+807は暫定的に820系と4連を組んで使用された。この際800系側の抑速制動は使用不可能になり、また714の貫通路の改造が行われた。

### 支線区向け改造
1975年（昭和50年）からは生駒線での運用が始まり、1980年（昭和55年）には支線区での運用に最適になるように、モ800形の主電動機の歯数比を79:18から82:15（5.47）に変更し、翌1981年（昭和56年）3月18日のダイヤ改正からは本系列は支線区専用となっている。

### ク710形の簡易運転台撤去
ク710形は簡易運転台を撤去し、1980年3月31日付けでサ710形に改称された。

### ブレーキのHSC化
その後、1984年（昭和59年）から1987年（昭和62年）にかけて、A動作弁の製造打ち切りで補修部品確保が困難となったことなどから、A-RDブレーキのHSC電磁直通ブレーキへの換装が行われた。ただし、車齢が高かったこと、そして中型車であったことを理由として本系列は冷房改造が行われなかった。

### 伊賀線用880系への改造
| モ881 1987年 伊賀神戸駅 |  | ク781 1987年 伊賀神戸駅 |
| モ881 1987年 伊賀神戸駅 |  | ク781 1987年 伊賀神戸駅 |

1986年に伊賀線用880系として事故被災車の807F (807+714) と805F (806+713+703+805) の805+713が転属、狭軌対応に改造された。714・713に平妻非貫通運転台が増設され、2両編成となり、番号は805+713→881+781、807+714→882+782に変更された。
1067mm軌間の伊賀線ではそのまま使用できない台車や主電動機は860系と同様、廃車になった南大阪線用6800系のものを流用し、主制御器は停止用電気制動付のMMC-HB20Cに改造された。また、方向幕装置が前面窓下に設けられた。
伊賀線に移った880系は860系転用までのつなぎという位置づけであり、運転台の改造とその後の塗装変更以外の改造はあまり行われなかった。導入当初でも車齢が高かったこともあり、860系冷房車の投入によって1993年10月17日に882Fを用いてさよなら運転を実施、同年に廃車され系列消滅となった。

### 先頭車化改造
1986年5月には、805Fの805+713が後述のように転出した事から、残存した703+806は2連化された。その際703には平妻貫通運転台が増設された。

## 運用
登場時から奈良線を中心に運用され、特に新生駒トンネル貫通などによる同線の車両限界拡大完成までは、主に料金不要で鶴橋駅 - 大和西大寺駅間無停車の特急列車 （快速急行列車の前身） に使用された。奈良線特急は1956年12月21日から運転を開始し、特急運転時には鹿の描かれたヘッドマークが掲出された。
新生駒トンネル開通とその他の施設改良に伴い、1964年（昭和39年）10月1日から上本町 - 奈良間の全区間において900系・8000系等の大型車の運行が可能になるのにあわせて、特急は900系・8000系（後に8400系も運用に加わる）に切り替えられ、急行・準急用に格下げされた。
その後、1972年（昭和47年）11月6日まで設定されていた橿原線・天理線直通の準急に使われた。が、さらにその後は京都線・橿原線・天理線で長く使用され、廃車前は主に生駒線、時に田原本線で使用された。
なお僚車820系と異なり、京阪本線への乗り入れには用いられなかった。
後継系列である3200系の登場と前後し、一部車両が後述の880系に改造され、1988年（昭和63年）3月までに伊賀線に転属した。残存車についても1233系列の登場によって1989年（平成元年）の809F・811Fより廃車が始まり、1992年（平成4年）の801Fを最後に系列消滅となった。廃車後は全車両が解体され現存しない。

## 編成表

### 1957年12月現在
802+701+801      808+704+807
804+702+803      810+705+809
806+703+805      812+706+811

### 1959年3月現在
802+711+701+801    808+714+704+807
804+712+702+803    810+715+705+809
806+713+703+805    812+716+706+811

### 1978年4月現在
802+711+701+801    810+715+706+811
804+712+702+803    812+716+705+809
806+713+703+805                      714+807

### 1987年4月現在
802+711+701+801    812+716+705+809
804+712+702+803    806+703
810+715+706+811